# Platycerus hiurai
Platycerus hiurai es una especie de coleóptero de la familia Lucanidae. Presenta las subespecies: Platycerus hiurai hiurai y 
Platycerus hiurai tanikadoi.

## Distribución geográfica
Habita en Sichuan (China).